# Маскот Парк
«Маскот Парк» або Стадіон «Сількеборг» (дан. Mascot Park, Silkeborg Stadion) — футбольний стадіон у місті Сількеборг, Данія, домашня арена ФК «Сількеборг».
Стадіон відкритий 1929 року як міський спортивний майданчик багатоцільового призначення. У 1943 році споруджено основну трибуну та облаштовано підтрибунні приміщення. 1955 року облаштовано легкоатлетичний манеж. У 1962 році побудовано криту західну трибуну. У 1990-х роках було добудовано всі трибуни, накриті дахом. У 2000 році прибрано бігові доріжки та розширено трибуни за рахунок зміщення рядів ближче до поля, в результаті чого стадіон став футбольною ареною. Потужність арени становить 10 000 глядачів, 5 500 з яких забезпечені сидячими місцями. Основними проблемами стадіону є великий відсоток стоячих місць та неналежна інфраструктура поблизу стадіону. Надалі планується капітальна реконструкція арени, в результаті якої вона буде приведена до вимог УЄФА.
У 2012 році укладено спонсорську угоду із текстильною компанією «Mascot», після чого стадіон перейменовано на «Маскот Парк». 